# Йоганніт
Йоганні́т (рос. йоганнит; англ. johannite; нім. Johannit m) — мінерал, водний сульфат урану та міді шаруватої будови.

## Етимологія та історія
Вперше описаний в 1830 році Вільгельмом Хайдінгером, який назвав новий мінерал на честь ерцгерцога Іоганна Австрійського.

## Загальний опис
Хімічна формула: Cu[UO2|OH|SO4]2 6H2O. Містить (%): CuO — 8,48; UO3 −61,0; SO3 — 17,07; H2O — 13,45.
Сингонія триклінна. Кристали призматичні або таблитчасті. Тв. 2-3. Густина 3,3. Колір смарагдово-скляний до яблунево-зеленого. Риса світла. Прозорий до напівпрозорого. Крихкий. Гіркий на смак. Зустрічається в зоні окиснення рудних родовищ як продукт зміни уранініту. Рідкісний.
Відомі знахідки в Чехії (Яхімов), Англії (Корнуолл), Габоні (Мунана) та в США (штат Колорадо).